# Beggiatoa
Beggiatoa (лат.) — род гамма-протеобактерий из порядка Thiotrichales. Представители рода населяют местообитания, богатые серой. Именно у бактерий этого рода в 1887 году русский исследователь С. Н. Виноградский открыл литотрофию.

## Этимология названия
Род Beggiatoa получил своё название в честь Франческо Секондо Беджато (итал. Francesco Secondo Beggiato; 1806—1883), итальянского врача и ботаника из Виченцы, автора труда Delle Terme Euganea.

## Местообитание
Представители рода Beggiatoa распространены по всему миру и населяют пресные и морские воды. Часто они живут в местообитаниях, обогащённых сероводородом. К таким местообитаниям относятся холодные источники, серные источники, сточные воды, озёрный ил, а также глубоководные геотермальные источники. Они также могут обнаруживаться в ризосфере болотных растений. В очень солёных водах филаменты Beggiatoa совместно с бактериями других видов могут образовывать бактериальные маты.

## Морфология и движение
Beggiatoa — многоклеточные (нитчатые) бесцветные бактерии, отдельные клетки имеют цилиндрическую (пресноводные и морские штаммы) или дисковидную (крупные морские штаммы) форму, а их диаметр составляет от 12 до 160 мкм (филаменты пресноводных штаммов существенно тоньше). Длина филамента может быть от нескольких мм до 10 см. Это одна из крупнейших известных бактерий. Имеется крупная центральная вакуоль, использующаяся для запасания нитрата. Белый цвет клеток обусловлен накоплением в клетке элементарной серы. Кроме включений серы, в цитоплазме клеток также обнаруживаются включения поли-β-гидроксибутирата и пирофосфата. Бактерии подвижны и демонстрируют хемотаксис в ответ на градиент различных природных соединений. В отличие от близкородственного рода Thioploca, бактерии рода Beggiatoa не выделяют общего полисахаридного чехла, окутывающего пучок филаментов: каждая нить образует вокруг себя слизистый матрикс, состоящий из полисахаридов и белковых конъюгатов.
Хотя проверенные штаммы Beggiatoa окрашиваются по Граму отрицательно, строение их клеточной стенки весьма необычно для грамотрицательных бактерий. Она состоит по крайней мере из двух слоёв различного состава: один слой состоит в основном из пептидогликана и липополисахаридов, а второй имеет филаментозную структуру. Филаментозный слой играет ключевую роль в скользящем движении нитей Beggiatoa, которые могут скользить со скоростью 1—3 мкм/с. Для скольжения им необходим контакт с твёрдым субстратом.

## Метаболизм
Beggiatoa может расти хемоорганогетеротрофно, окисляя органические соединения до СО2 в присутствии кислорода, хотя высокие концентрации кислорода могут служить лимитирующим фактором роста бактерий. Органические соединения также служат источником углерода для биосинтетических процессов. Некоторые представители могут окислять Н2S до элементарной серы, используя этот процесс как вспомогательный источник энергии (факультативные литогетеротрофы). Окисление Н2S до серы и образование внутриклеточных серных включений у Beggiatoa было открыто русским учёным С. Н. Виноградским в 1887 году, и это был первый описанный случай литотрофии.
Окисление сульфида:   2H2S + O2 → 2S + 2H2O
Некоторые представители рода могут расти хемолитоавтотрофно, используя окисление Н2S до серы как источник энергии, а углекислый газ как источник углерода для биосинтетических процессов. Акцептором в этом случае является нитрат, запасаемый в центральной вакуоли и восстанавливающийся до аммония. Многие автотрофные представители рода Beggiatoa могут окислять внутриклеточную серу до сульфата. Некоторые штаммы могут в аэробных условиях окислять водород, а в анаэробных условиях водород используют для серного дыхания. Окисление водорода может быть не только энергетическим подспорьем, но также препятствовать чрезмерному отложению серы в цитоплазме.

## Систематика и классификация
Ближайшими родственниками Beggiatoa являются бактерии рода Thioploca.
По данным List of Prokaryotic names with Standing in Nomenclature, в состав рода Beggiatoa включают 2 вида:
- Beggiatoa alba (Vaucher 1803) Trevisan 1845typus
- Beggiatoa leptomitoformis Dubinina et al. 2017[10]

Геном штамма Beggiatoa leptomitiformis D-402T был полностью секвенирован.